# Schwarzschnabeltukan
Der Schwarzschnabeltukan (Andigena nigrirostris) ist eine Vogelart aus der Familie der Tukane. Er kommt ausschließlich in Südamerika vor. Auf Grund des großen Schnabels und der Körpergröße ist der Schwarzschnabeltukan eindeutig als Tukanart zu identifizieren. Der Schwarzschnabeltukan ist die einzige Art innerhalb der Gattung der Blautukane, bei dem der Schnabel nicht partiell orange gefärbt ist. Die Art wird von der IUCN als nicht gefährdet (least concern) eingestuft. Es werden drei Unterarten beschrieben.

## Erscheinungsbild

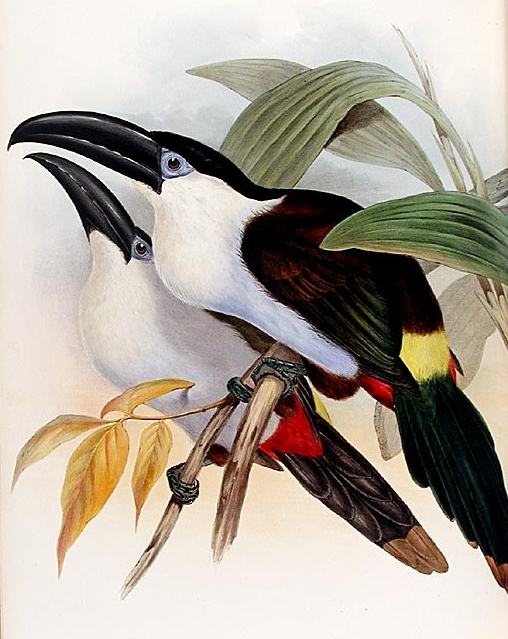
Schwarzschnabeltukane, Illustration

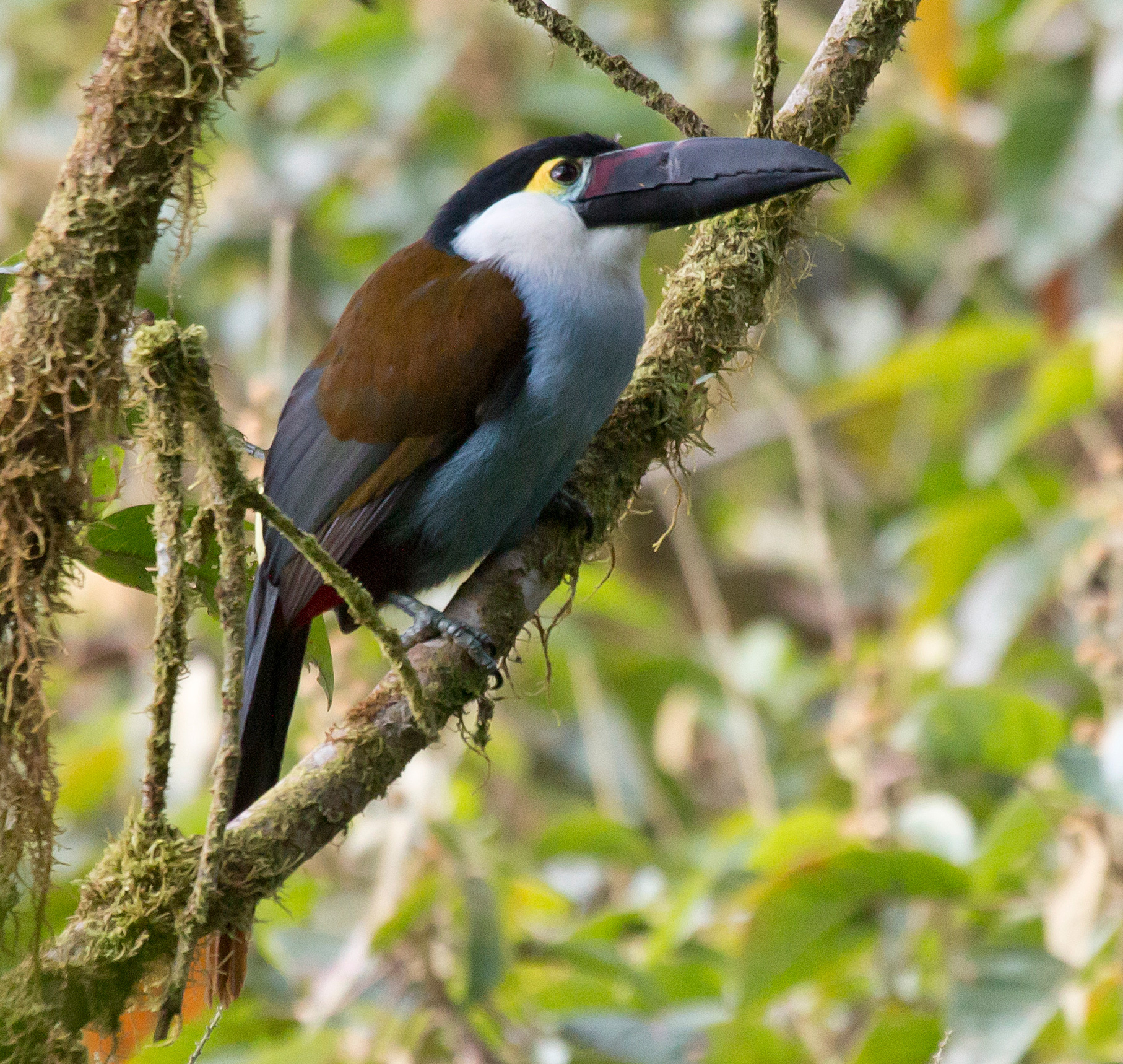
Schwarzschnabeltukan, Ecuador

Schwarzschnabeltukane erreichen eine Körperlänge von 46 bis 50 Zentimetern. Die Männchen der Nominatform haben eine Flügellänge von 16,6 bis 18,6 Zentimetern. Der Schwanz misst 17,5 bis 20,4 Zentimeter. Die Schnabellänge beträgt 9,2 bis 11,2 Zentimeter. Ein auffälliger Sexualdimorphismus besteht nicht, Weibchen haben mit 7,2 bis 9,3 Zentimetern aber etwas kürzere Schnäbel.
Die Männchen der Nominatform haben einen glänzend schwarzen Oberkopf und Nacken. Der Rücken und die Flügel sind bräunlich olivfarben, der Übergang von der Nacken- zur Rückenfärbung verläuft in einer klaren Linie. Der Bürzel ist gelb, die Oberschwanzdecken graublau. Der Schwanz ist auf der Oberseite graublau und auf der Unterseite schwarz bis schwarzbraun, die mittleren Federn weisen braune Spitzen auf. Das Kinn, die Kehle, die Ohrdecken und die Nackenseiten sind weiß. Am Ende der Kehle ist diese weiß-blassblau überwaschen und geht in ein blasses Blau auf dem Bauch über. Einige Individuen sind auf den Flanken blass gelblich. Die Schenkel sind dunkelbraun, die Unterschwanzdecken leuchtend rot. Die unbefiederte Augenumgebung ist hinter dem Auge gelb und geht zum Schnabel hin in ein Blau über. Die Iris ist dunkelbraun, die Füße graublau. Jungvögel haben ein matteres Gefieder und einen kürzeren Schwanz. 
Die Unterart Andigena nigrirostris spilorhynchus unterscheidet sich von der Nominatform durch einen roten dreieckigen Fleck auf dem Oberschnabel. Bei der Unterart A. n. occidentalis ist die Rotfärbung des Schnabels ausgedehnter. Ober- und Unterschnabel sind an der Basis rot gefärbt und am Oberschnabel verlängert sich die Rotfärbung bis zur Spitze.

## Taxonomie und Systematik
Der Schwarzschnabeltukan wurde ursprünglich der Gattung Pteroglossus zugeschrieben.

### Unterarten
Drei Unterarten sind anerkannt:
- A. n. occidentalis - (Chapman, 1915): Vorkommen im Westen Kolumbiens
- A. n. spilorhynchus - (Gould, 1858): Früher als eigenständige Art beschrieben. Vorkommen im Süden Kolumbiens, im Osten Ecuadors und im Norden Perus
- A. n. nigrirostris - (Waterhouse, 1839): Vorkommen im Osten Kolumbiens, im Westen Venezuelas und im Osten Ecuadors

## Stimme
Zu den charakteristischen Lauten des Schwarzschnabeltukans gehört ein Schnabelklappern als Instrumentallaut. Zu den Rufen gehört außerdem ein nasales, zweisilbiges cro-ák cro-ák cro-ák, das in der Tonhöhe nicht variiert. Dieses wird bis zu 45-mal pro Minute gerufen.

## Verbreitung, Lebensraum und Lebensweise

Verbreitungsgebiet des Schwarzschnabeltukans (grün)

Das Verbreitungsgebiet erstreckt sich vom Nordwesten Venezuelas über Kolumbien bis nach Ecuador. Der Lebensraum sind epiphytenbewachsene Bergregenwälder und Waldrandgebiete. Häufig halten sich die Vögel in der Nähe von Gewässern auf. Sie kommen gewöhnlich in Höhenlagen zwischen 1600 und 3200 Metern vor, oberhalb von 2500 Metern besetzt in der Regel der Blautukan ihre ökologische Nische. Sie werden gewöhnlich paarweise oder in kleinen Trupps beobachtet und halten sich überwiegend in Baumwipfeln auf. Über die Fortpflanzungsbiologie dieser Art ist nahezu nichts bekannt. In Kolumbien wurden im März Schwarzschnabeltukane in Brutkondition beobachtet und im Juli Jungvögel gesehen.

## Belege

### Einzelbelege
1. ↑   Lantermann, S. 169
2. ↑   Short et al., S. 366
3. ↑   Short et al., S. 365
4. ↑   Lantermann, S. 170
5. ↑  DOI – IOC World Bird List. Abgerufen am 25. Oktober 2021 (amerikanisches Englisch).
6. ↑   Short et al., S. 367

### Weblink
- Andigena nigrirostris in der Roten Liste gefährdeter Arten der IUCN 2013.1. Eingestellt von: BirdLife International, 2012. Abgerufen am 6. Oktober 2013.